# DVD Brulé
Il DVD Brulé, o Instant DVD, è un DVD che viene venduto al pubblico subito dopo lo svolgimento di un concerto e che contiene la registrazione video del concerto appena eseguito.
È un'iniziativa ideata per la prima volta in Italia dal gruppo musicale Elio e le Storie Tese, durante il concerto di Castellazzo di Bollate del 21 luglio 2005: la prima ora dell'evento dal vivo viene registrata ed in seguito, grazie ad alcuni masterizzatori in serie, registrata su DVD, e venduta agli spettatori (e online sul sito ufficiale) immediatamente dopo la fine del concerto.
Il titolo del primo DVD prodotto nel 2005 è Grazie per la splendida serata Vol. 1 il secondo  Qualità oro è stato registrato il 21 maggio 2006 a Pisa. In occasione del tour estivo Coèsi se vi pare del 2006 con Claudio Bisio sono stati registrati 5 DVD, a Mantova il 13 luglio 2006, a Milano il 28 luglio 2006, a Roma il 18 luglio 2006, a Sesto Fiorentino il 11 luglio 2006, a Torino il 27 luglio 2006.